# 구이로
구이로(Gui-ro)는 전북특별자치도 임실군 운암면 운암교삼거리에서 전주시 완산구 평화동을 잇는 도로이다

## 주요 경유지
전북특별자치도
- 임실군 (운암면) - 완주군 (구이면) - 전주시 완산구 (평화동)

## 노선
| 이름          | 접속 노선                                         | 소재지        | 소재지        | 소재지        | 비고          |
| 종운로와 직결 | 종운로와 직결                                     | 종운로와 직결 | 종운로와 직결 | 종운로와 직결 | 종운로와 직결 |
| ------------- | ------------------------------------------------- | ------------- | ------------- | ------------- | ------------- |
| 운암교삼거리  | 종운로 강운로                                     | 임실군        | 운암면        | 운암면        |               |
| 새터 교차로   | 국도 제27호선 (모악로)                            | 완주군        | 구이면        | 구이면        |               |
| 신정삼거리    | 산외로                                            | 완주군        | 구이면        | 구이면        |               |
| 백여 교차로   | 국도 제27호선 (모악로)                            | 완주군        | 구이면        | 구이면        |               |
| 정자 교차로   | 국가지원지방도 제49호선 지방도 제714호선 (계안로) | 완주군        | 구이면        | 구이면        |               |
| 대덕삼거리    | 지방도 제714호선 (계안로)                         | 완주군        | 구이면        | 구이면        |               |
| 대덕교        |                                                   | 완주군        | 구이면        | 구이면        |               |
| 염암삼거리    | 신덕평로                                          | 완주군        | 구이면        | 구이면        |               |
| 교동교        |                                                   | 완주군        | 구이면        | 구이면        |               |
| 교동 교차로   | 국도 제27호선 (모악로)                            | 완주군        | 구이면        | 구이면        |               |
| 성덕교        |                                                   | 완주군        | 구이면        | 구이면        |               |
| 모악사거리    | 모악산길                                          | 완주군        | 구이면        | 구이면        |               |
| 두현교        |                                                   | 완주군        | 구이면        | 구이면        |               |
| 제2총명교     |                                                   | 완주군        | 구이면        | 구이면        |               |
| 석구교        |                                                   | 전주시        | 완산구        | 평화동        |               |
| (이름없음)    | 모악로                                            | 전주시        | 완산구        | 평화동        |               |

## 주요 시설및 건물
- 알뜰 운암주유소 (전라남도 완주군 구이면 구이로 164)
- GS칼텍스 금호주유소 (전라남도 완주군 구이면 구이로 731)
- 구이면 행정복지센터 (전라남도 완주군 구이면 구이로 1482)
- GS칼텍스 금호주유소 (전라남도 완주군 구이면 구이로 1488)
- GS25 완주구이점 (전라남도 완주군 구이면 구이로 1503)
- 농협 구이농협 하나로마트 본점 (전라남도 완주군 구이면 구이로 1510)
- 농협 구이농협 (전라남도 완주군 구이면 구이로 1510)
- 청명초등학교 (전라남도 완주군 구이면 구이로 1712)